# Verônica Sabino
Verônica Estill Sabino (Rio de Janeiro, 4 de outubro de 1960) é uma cantora e compositora brasileira.. É filha de Fernando Sabino, escritor e jornalista brasileiro, mineiro radicado no Rio de Janeiro.

## Carreira artística
Iniciou sua carreira musical como integrante do grupo vocal Céu da Boca, onde gravou os discos "Céu da boca" (1981) e "Baratotal" (1982) e realizou shows por todo o Brasil. 
Com direção artística de Roberto Menescal, grava  seu primeiro disco “Metamorphose”, com composições  de João Bosco, Tom Jobim, Ivan Lins, entre outros. 
O primeiro sucesso em 1986 com a canção "Demais" (versão feita por Zé Rodrix e Miguel Paiva de "Yes It Is"  de Lennon/McCartney), um dos maiores sucessos daquele ano, trilha sonora da novela Selva de Pedra (TV Globo) Mais tarde, voltou às paradas de sucesso com a canção "Todo Sentimento" (de Chico Buarque e Cristóvão Bastos, gravada em 1988 para a novela Vale Tudo), assim como com o dueto com Emílio Santiago na canção "Tudo o Que Se Quer" (Versão de Nelson Motta para "All I Ask Of You", gravada em 1989 para a novela Tieta).
Lança os álbuns Verônica (1993), Vênus (1995) - que tem “Lua Branca” de Chiquinha Gonzaga incluída na trilha da novela “O Cravo e a Rosa” (TV Globo) - Novo Sentido (1997) , Passado a Limpo - uma espécie de biografia musical que tem sua versão de Lágrimas e Chuva incluida no seriado "Mulheres" (TV Globo). Em 2002 lança Agora mostrando pela primeira vez canções de sua autoria.   
Em 2009 grava seu primeiro DVD Que Nega é Essa, canção de BenJor que dá nome ao show. (MP,B/Som Livre)  
Seu mais recente trabalho, o CD e DVD Esse Meu Olhar (MP,B/Som Livre), aponta o radar musical para a década de 60. O show gravado ao vivo teve direção de Stella Miranda, tendo Roberto Menescal e Milton Nascimento como convidados, fazendo uma ponte entre suas raízes mineiras e sua origem carioca, em releituras de grande sensibilidade e leveza.

## Discografia

### Carreira solo
- Esse Meu Olhar (2015) - CD/DVD
- Que Nega É Essa (2009) - CD/DVD
- Agora (2002) - CD
- Passado a Limpo - [Uma Biografia Musical] (1999) CD
- Novo Sentido (1997) - CD
- Vênus (1995) - CD
- Verônica (1993) - CD
- Como eu sei (1987) - LP
- Demais (Yes, it is) (1986) - MIX
- Metamorfose (1985) - LP

### Coletâneas
- Romântico — Série Academia Brasileira de Música, Volume 2 (1991)